# ハートムーブ系リフォーム
ハートムーブ系リフォーム（ハートムーブけいリフォーム）は、日本の女子プロレスラーによるユニット。JWP女子プロレスで活動する。略称はHMKR。

## 概要
2012年
- 9月9日のJWP女子プロレス東京キネマ倶楽部大会後、プロレスリング我闘雲舞を旗揚げしたばかりのさくらえみと米山香織によるタッグチーム「リセット」にモーリーと中森華子が合流[1]。ただし、モーリーと中森を我闘雲舞の活動拠点であるタイへ連れて行くのではなく、「JWPを変える」ことを目標とするいわゆる「反体制派」としてJWPで活動する[1]。
- 9月14日、南海記念診療所で開かれた「Gatoh-meet.12」にてユニット名が決まり「ハートムーブ系リフォーム」と発表された[2]。ユニット名には「JWPを住みやすいよう心でリフォームする」という意味が込められている[2]。略称であるHMKRには4人の名前も1文字ずつ取ってある（H=（中森）華子、M=モーリー、K=（米山）香織、R=さくらのら）。
- 10月7日、JWPキネマ大会のメインでJWP選抜メンバーとの「キャプテンフォール・イリミネーション変則マッチ」を行い、キャプテンはJWP側が春山香代子、HMKはモーリーが務めた。試合はモーリーがコマンド・ボリショイ、さくらえみが勝愛実、米山が春山をそれぞれ破って中森と中島安里紗を残した状態で3-0の完勝という結果だった。
- 10月21日、JWP福岡・博多スターレーン大会で米山が春山の持つJWP認定無差別級王座に挑戦するも敗退し、その次の挑戦者がさくらに決まる。また、中森&モーリーがボリショイ&中島が持つJWP認定タッグ王座&デイリースポーツ認定女子タッグ王座に挑戦することが決まった。
- 10月28日、JWP新宿FACE大会で、米山はLeonに、中森&モーリーはボリショイ&中島に敗れたものの、さくらが春山に勝って王座を奪取した。
- 12月24日のJWP後楽園ホール大会でさくらがJWP認定無差別級王座を落として以降はJWP参戦が白紙となっており、年明けに米山もJWP退団を表明したため、HMKRの活動も不透明な状況となっている。

2013年
- 1月23日、さくらがTwitterで我闘雲舞に定期参戦してきた中森とモーリーがJWPの要請により25日の市ヶ谷大会を最後に不参加となったことが明らかにした。理由の詳細は語られていないが「一区切り付ける」との事。
- 米山のJWPラストマッチとなる1月27日の新宿FACE大会は、米山、モーリー、中森のHMKトリオで6人タッグが組まれ、HMKRは活動停止。
- その後、モーリーと中森でタッグチーム「ハートムーブ」として活動することを中森がTwitter上で表明。「JWPタッグリーグ・ザ・ベスト2013」にもエントリーした。
- 8月18日、JWP後楽園大会でハートムーブがJWPタッグ二冠を獲得。
- その後、モーリー長期欠場のためハートムーブも活動休止中。

## メンバー
- さくらえみ
- 米山香織

ハートムーブ
- モーリー
- 中森華子